# Понятие политического
Понятие политического (нем. Der Begriff des Politischen) — работа немецкого философа и правоведа Карла Шмитта, опубликованная в 1932 году. В ней Шмитт рассматривает фундаментальный характер «политического» и его место в современном мире.

## Резюме
Шмитт подвергает критике «либерально-нейтралистскую» и «утопическую» точки зрения, что политика может быть очищена от всякой воинственной, антагонистической энергии, и утверждает, что конфликт встроен в само человеческое существование и является неискоренимой чертой человеческой природы. Шмитт пытается обосновать свои идеи, ссылаясь на антропологический пессимизм «реалистичной» католической (и христианской) теологии. При рассмотрении онтологической сущности политики и политической деятельности в современном мире, Шмитт опирается на пессимизм традиционного католического богословия относительно возможности совершенствования человеческой природы и указывает, что современные люди подсознательно секуляризируют теологические идеи и проблемы. Шмитт критикует политических «радикалов» как в основе своей невежественных, заблуждающихся, настроенных псевдо-мессиански, забывающих о том, что знание человеческой природы, его esse, закодировано в древней теологии, в которой первородный грех занимал центральное, осевое место, переплетаясь своими мета-политическими идеями с переформулированной «метафизикой зла».

## История публикаций
Понятие политического было впервые опубликовано в 1932 году в издательстве Duncker & Humblot (Мюнхен). Работа была дальнейшим развитием журнальной статьи под тем же названием, изданной в 1927 году (Archiv für Sozialwissenschaft und Sozialpolitik, том 58, № 1, С. 1—33). Эта более поздняя версия имеет существенные и дискуссионные изменения. Вполне вероятно, что эти изменения были внесены в ответ на реакцию Лео Штрауса.
Публикации на русском языке:
- Шмитт К. Понятие политического // Вопросы социологии. — 1992. — № 1. — С. 35—67 (публикация журнальной статьи).
- Шмитт К. Понятие политического. — СПб.: Наука, 2016. — 568 с. — (Слово о сущем). — ISBN 978-5-02-038400-2. — С. 280—408.